# دكتر بلاشي (مقاطعة فارياب)
دكتر بلاشي (بالفارسية: تلمبه دکتر پلاشی فاریاب) هي مستوطنة تقع في كرمان في إيران. يقدر عدد سكانها بـ 20 نسمة .